# Frank Sheeran
Francis Joseph Sheeran, född 25 oktober 1920, död 14 december 2003, även känd som "The Irishman", var en amerikansk facklig tjänsteman som anklagades för att ha kopplingar till Familjen Bufalino då han var högt uppsatt i International Brotherhood of Teamsters.

## Biografi
Sheeran var född och uppvuxen i Darby, Pennsylvania, i utkanten av Philadelphia. Han var son till Thomas Francis Sheeran Jr. och Mary Agnes Hanson.  Hans far var av irländsk härkomst, medan hans mor var av svensk härkomst.
År 1980 dömdes han till 32 års fängelse, varav han avtjänade 13 av de.

### Jimmy Hoffa
Författaren Charles Brandt skrev i boken I Heard You Paint Houses från 2004, att Sheeran erkänt att han dödat Jimmy Hoffa, samt gangstern Joe Gallo. Enligt Brandts redogörelse körde Chuckie O'Brien Sheeran, Hoffa och gangstern Sal Briguglio till ett hus i Detroit. O'Brien och Briguglio körde iväg och Sheeran och Hoffa gick in i huset, där Sheeran hävdade att han sköt Hoffa två gånger i bakhuvudet. Sheeran sa även att Hoffa kremerades efter mordet. Sheeran erkände också för andra journalister att han mördat Hoffa.
Blodfläckar hittades i huset i Detroit där Sheeran hävdat att mordet skett, men då de inte matchat Hoffas DNA, fortsätter FBI att försöka koppla Sheeran till mordet med de senaste teknologin inom kriminalteknik.
Erkännandet publicerades i boken I Heard You Paint Houses (2004), som blev grund för filmen The Irishman (2019), regisserad av Martin Scorsese med Robert De Niro i huvudrollen som Sheeran, Al Pacino som Hoffa och Joe Pesci som Russell Bufalino.

### Död
Sheeran åtalades tillsammans med sex andra i juli 1980, för kopplingar till arbetskraftsföretag som kontrollerades av Eugene Boffa Sr från Hackensack, New Jersey. Den 31 oktober 1980 dömdes Sheeran till 32 års fängelse. Sheeran avled av cancer den 14 december 2003, 83 år gammal, på ett äldreboende i West Chester, Pennsylvania.